# هر آنچه پروردگارم اراده کند، آن خواهد شد
هر آنچه پروردگارم اراده کند، آن خواهد شد (Was mein Gott will, das g'scheh allzeit) یک سرود روحانی لوتریان است که حوالی سال ۱۵۵۰ توسط آلبرت، دوک پروس نگاشته شد. ملودی این سرود روحانی الهام‌گرفته از ترانه‌ای قدیمی‌تر اثر کلودان دو سرمیسی در سال ۱۵۲۹ است.
یوهان سباستیان باخ از این سروده در انجیل به روایت متی استفاده کرد.